# Тельма (Железнодорожное сельское поселение)
Тельма — посёлок при железнодорожной станции в Усольском районе Иркутской области. Входит в состав Железнодорожного муниципального образования.

## География
Населённый пункт находится на одноимённой железнодорожной станции, на расстоянии 20 км к юго-востоку от рабочего посёлка Белореченский, административного центра района.

## Население
| 2002 | 2010 | 2011 | 2012 |
| ---- | ---- | ---- | ---- |
| 314  | ↘272 | →272 | ↘256 |

## Улицы
| - ул. Железнодорожная 1-я, - ул. Железнодорожная 2-я, - ул. Полевая, - ул. Привокзальная, | - ул. Путейская, - ул. Трактовая, - ул. Тяговая подстанция. |